# Méolans-Revel
 Méolans-Revel , también denominada Revel-Méolans, es una localidad y comuna de Francia, en la región de Provenza-Alpes-Costa Azul, departamento de Alpes de Alta Provenza, en el distrito de Barcelonnette y el valle del río Ubaye.

## Demografía
| 358 | 299 | 230 | 224 | 227 | 284 | 318 |
| Para los censos de 1962 a 1999 la población legal corresponde a la población sin duplicidades (Fuente: INSEE [Consultar]) |     |     |     |     |     |     |

## Lugares de interés
- Abadía de Laverq, del siglo XII.
- Valle del Laverq